# Guvernul Tăriceanu I
Guvernul Călin Popescu-Tăriceanu I a deținut puterea executivă în România în perioada 29 decembrie 2004 - 5 aprilie 2007. Acest guvern este succesorul Guvernului Năstase, pe care l-a înlocuit la finalul anului 2004.

## Componență
22 decembrie 2004 - Președintele Traian Băsescu îl desemnează pe Călin Popescu-Tăriceanu pentru funcția de prim-ministru al României.
Inițial pentru fotoliul de Ministru al Integrării Europene era propusă Cristina Pârvulescu, funcționar în cadrul Primăriei Municipiului București, însă candidatura acesteia a fost retrasă de către premierul desemnat Tăriceanu după audierile din comisiile parlamentare și înlocuită cu democratul Ene Dinga.
26 decembrie 2004 - Premierul desemnat Călin Popescu-Tăriceanu anunță componența noului cabinet, format din 24 de membri, plus primul ministru.
28 decembrie 2004 - Noul guvern primește votul de învestitură din partea Parlamentului (265 'pentru' și 200 'împotrivă'). Guvernul se baza pe voturile a 251 de parlamentari, membri ai grupurilor parlamentare ale Alianței Dreptate și Adevăr (D.A.) (formată din Partidul Național Liberal (PNL) și Partidul Democrat (PD)), Uniunii Democrate a Maghiarilor din România (UDMR), Partidului Umanist din România (PUR) și Minorităților Naționale (altele decât cea maghiară).
29 decembrie 2004 - Membrii Guvernului condus de Călin Popescu-Tăriceanu depun jurământul de credință în prezența președintelui Traian Băsescu.
| Portofoliu | Nume                                | Partid      | În funcție din    | Până la            |
| --- | ----------------------------------- | ----------- | ----------------- | ------------------ |
| Prim-ministru | Călin Popescu-Tăriceanu             | PNL         | 29 decembrie 2004 | 22 decembrie 2008  |
| Ministru de stat pentru coordonarea activităților din domeniul economic                                                               | Adriean Videanu                     | PD          | 29 decembrie 2004 | 20 martie 2005     |
| Ministru de stat pentru coordonarea activităților din domeniul economic                                                               | Gheorghe Seculici                   | PD          | 20 martie 2005    | 22 august 2005     |
| Ministru de stat pentru coordonarea activităților din domeniul economic                                                               | Gheorghe Pogea                      | PD          | 22 august 2005    | 12 iunie 2006      |
| Ministru de stat pentru coordonarea activităților din domeniile mediului de afaceri și întreprinderilor mici și mijlocii              | George Copos                        | PUR         | 29 decembrie 2004 | 1 iunie 2006       |
| Ministru de stat pentru coordonarea activităților din domeniile mediului de afaceri și întreprinderilor mici și mijlocii              | Bogdan Pascu                        | PUR         | 4 iulie 2006      | 4 decembrie 2006   |
| Ministru de stat pentru coordonarea activităților din domeniul culturii, învățământului și integrării europene                        | Béla Markó                          | UDMR        | 29 decembrie 2004 | 22 decembrie 2008  |
| Ministrul justiției | Monica Macovei                      | independent | 29 decembrie 2004 | 5 aprilie 2007     |
| Ministrul finanțelor publice | Ionuț Popescu                       | PNL         | 29 decembrie 2004 | 22 august 2005     |
| Ministrul finanțelor publice | Sebastian Vlădescu                  | PNL         | 22 august 2005    | 5 aprilie 2007     |
| Ministrul muncii, solidarității sociale și familiei                                                                                   | Gheorghe Barbu                      | PD          | 29 decembrie 2004 | 5 aprilie 2007     |
| Ministrul afacerilor externe | Mihai Răzvan Ungureanu              | PNL         | 29 decembrie 2004 | 12 martie 2007     |
| Ministrul afacerilor externe | Călin Popescu Tăriceanu (interimar) | PNL         | 21 martie 2007    | 5 aprilie 2007     |
| Ministrul integrării europene | Ene Dinga                           | PD          | 29 decembrie 2004 | 22 august 2005     |
| Ministrul integrării europene | Anca Boagiu                         | PD          | 22 august 2005    | 5 aprilie 2007     |
| Ministrul administrației și internelor                                                                                                | Vasile Blaga                        | PD          | 29 decembrie 2004 | 5 aprilie 2007     |
| Ministrul economiei și comerțului | Ioan-Codruț Șereș                   | PUR         | 29 decembrie 2004 | 4 decembrie 2006   |
| Ministrul economiei și comerțului | Varujan Vosganian                   | PNL         | 12 decembrie 2006 | 5 aprilie 2007     |
| Ministrul apărării naționale | Teodor Athanasiu                    | PNL         | 29 decembrie 2004 | 12 septembrie 2006 |
| Ministrul apărării naționale | Sorin Frunzăverde                   | PD          | 25 octombrie 2006 | 5 aprilie 2007     |
| Ministrul transporturilor, construcțiilor și turismului                                                                               | Gheorghe Dobre                      | PD          | 29 decembrie 2004 | 13 iunie 2006      |
| Ministrul transporturilor, construcțiilor și turismului                                                                               | Radu Mircea Berceanu                | PD          | 13 iunie 2006     | 5 aprilie 2007     |
| Ministrul agriculturii, pădurilor și dezvoltării rurale                                                                               | Gheorghe Flutur                     | PNL         | 29 decembrie 2004 | 23 noiembrie 2006  |
| Ministrul agriculturii, pădurilor și dezvoltării rurale                                                                               | Dan Motreanu                        | PNL         | 6 decembrie 2006  | 5 aprilie 2007     |
| Ministrul educației și cercetării | Mircea Miclea                       | PD          | 29 decembrie 2004 | 10 noiembrie 2005  |
| Ministrul educației și cercetării | Mihail Hărdău                       | PD          | 10 noiembrie 2005 | 5 aprilie 2007     |
| Ministrul culturii și cultelor | Mona Muscă                          | PNL         | 29 decembrie 2004 | 22 august 2005     |
| Ministrul culturii și cultelor | Adrian Iorgulescu                   | PNL         | 22 august 2005    | 22 decembrie 2008  |
| Ministrul sănătății publice | Mircea Cinteză                      | PNL         | 29 decembrie 2004 | 22 august 2005     |
| Ministrul sănătății publice | Eugen Nicolăescu                    | PNL         | 22 august 2005    | 22 decembrie 2008  |
| Ministrul comunicațiilor și tehnologiei informației                                                                                   | Zsolt Nagy                          | UDMR        | 29 decembrie 2004 | 22 decembrie 2008  |
| Ministrul mediului și gospodăririi apelor                                                                                             | Sulfina Barbu                       | PD          | 29 decembrie 2004 | 5 aprilie 2007     |
| Ministrul delegat pentru relația cu Parlamentul                                                                                       | Bogdan Olteanu                      | PNL         | 29 decembrie 2004 | 19 martie 2006     |
| Ministrul delegat pentru relația cu Parlamentul                                                                                       | Mihai Alexandru Voicu               | PNL         | 23 mai 2006       | 22 decembrie 2008  |
| Ministrul delegat pentru coordonarea Secretariatului General al Guvernului                                                            | Mihai Alexandru Voicu               | PNL         | 29 decembrie 2004 | 23 mai 2006        |
| Ministrul delegat pentru coordonarea Secretariatului General al Guvernului                                                            | Radu Stroe                          | PNL         | 23 mai 2006       | 5 aprilie 2007     |
| Ministrul delegat pentru controlul implementării programelor cu finanțare internațională și urmărirea aplicării acquis-ului comunitar | Cristian David                      | PNL         | 29 decembrie 2004 | 5 aprilie 2007     |
| Ministrul delegat pentru lucrări publice și amenajarea teritoriului                                                                   | László Borbély                      | UDMR        | 29 decembrie 2004 | 5 aprilie 2007     |
| Ministrul delegat pentru comerț | Iuliu Winkler                       | UDMR        | 29 decembrie 2004 | 5 aprilie 2007     |
| Ministrul delegat pentru coordonarea activităților de control                                                                         | Sorin Vicol                         | PUR         | 29 decembrie 2004 | 21 ianuarie 2005   |

## Decizii luate

### Cota unică de impozitare
Noul guvern și-a început lucrul pe data de 29 decembrie 2004, adoptând prin ordonanță de urgență, trecerea la o cotă unică de 16% atât pentru impozitul pe venit cât și pentru impozitul pe profit. Justificarea folosirii unei ordonanțe a fost că nu era timp până la începerea anului fiscal 2005 pentru o dezbatere în parlament.